# Cynthia Watrosová
Cynthia Watrosová (* 2. září 1968, Lake Orion, Michigan, USA) je americká herečka. Hraje hlavně v televizních seriálech. Její nejznámější rolí je Libby ze seriálu Ztraceni.

## Filmografie (výběr)
- 1995 : Kancelářská krysa (The Drew Carey Show) (TV seriál)
- 1996 : Všichni starostovi muži (Spin City) (TV seriál)
- 1996 : Případ pro Sam (Profiler) (TV seriál)
- 2000 : Titus (Titus) (TV seriál)
- 2004 : Ztraceni (Lost) (TV seriál)
- 2009 : Super drbna (Gossip Girl) (TV seriál)
- 2010 : Dr. House (Dr. House) (TV seriál)
- 2010 : Zoufalé manželky (Desperate Housewives) (TV seriál)
- 2012 : Chirurgové (Grey’s Anatomy) (TV seriál)